# Jason Hoffschneider
Jason Hoffschneider (7 dicembre 1983) è un ex giocatore di football americano statunitense che ha giocato come defensive back.

## Palmarès
- 1 Mondiale (2007)